# Alto Chijini
Alto Chijini es una localidad de Bolivia, perteneciente al municipio de Puerto Villarroel, ubicado en la provincia Carrasco del departamento de Cochabamba.

## Geografía
En cuanto a distancia, se encuentra a 250 km de la ciudad de Cochabamba, la capital departamental, a 26 km de Ivirgarzama, y está situada a 399 metros sobre el nivel del mar.

## Demografía
Según el último censo de 2012 realizado por el Instituto Nacional de Estadística de Bolivia (INE), la localidad cuenta con una población de 1003 habitantes.

### Población de Alto Chijini
| Año  | Población | Fuente                  |
| ---- | --------- | ----------------------- |
| 1992 | 207       | Censo boliviano de 1992 |
| 2001 | 322       | Censo boliviano de 2001 |
| 2012 | 437       | Censo boliviano de 2012 |